# Nederlandse hangoordwerg

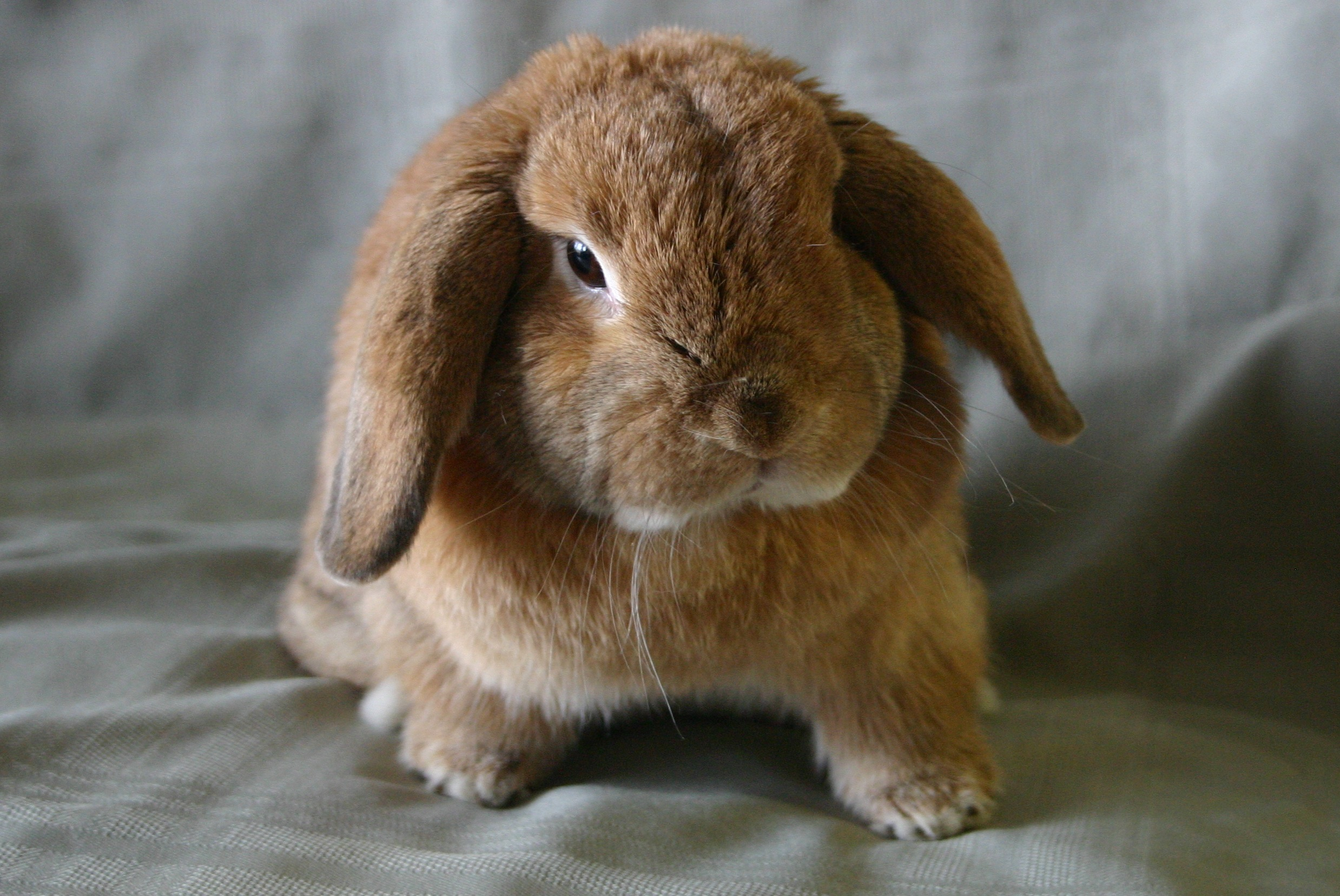
Nederlandse hangoordwerg

De Nederlandse hangoordwerg is een Nederlands konijnenras.
Een Nederlandse hangoordwerg weegt ongeveer 1,5 kilo maar ook wat zwaardere of lichtere exemplaren komen voor. De Nederlandse hangoordwerg ziet eruit als een Franse hangoor in miniatuur. Het ras is geliefd en bekend op vele (inter)nationale tentoonstellingen. Het komt voor in vrijwel alle landen waar men konijnen fokt. In de meeste landen hoort het ras tot de top tien van populaire konijnenrassen.

## Eigenschappen
De Nederlandse hangoordwerg is een gemiddeld levendig konijn met een goedaardige en vriendelijke aard. Het ras is goed als huisdier geschikt. Het dier wordt meestal rond de 6 à 10 jaar oud en heeft een oorlengte van 21 tot 26 cm.
Gewicht 1450 gram tot 1700 gram. In Engeland worden ze Mini Lops genoemd .